# Polycyrtus curviventris
Polycyrtus curviventris är en stekelart som beskrevs av Cameron 1886. Polycyrtus curviventris ingår i släktet Polycyrtus och familjen brokparasitsteklar. Inga underarter finns listade i Catalogue of Life.